# Arthur Krupp
Arthur Krupp (né le 31 mai 1856 à Vienne et mort le 21 avril 1938 à Berndorf) est un industriel autrichien.

## Biographie
Arthur Krupp est le fils de Hermann Krupp, fondateur de l'entreprise initiale. Il reçoit à Berndorf une éducation religieuse et conservatrice. Il s'intéresse à la technologie et aux affaires. Il va à l'Akademisches Gymnasium de Vienne après quelques années dans un internat de Dresde. Même petit, il passe beaucoup de temps avec son père dans l'usine sidérurgique de Berndorf, fondée et gérée par Hermann Krupp et son partenaire Alexander von Schoeller.
À la mort de ses parents en 1879 et du fait que Alexander von Schoeller, le partenaire de son père, ne se soit pas suffisamment occupé de la société, il prend la direction à l’âge de 23 ans.
Il se marie à Margret Rudolph (1858-1920) avec qui il a une fille qui meurt à l'âge de neuf jours. De sa vie privée, on sait au moins qu’il a eu une amitié forte avec Adolph von Pittel.
L'essor de l'entreprise s'appuie sur la production de cuillères et de fourchettes en maillechort relativement bon marché vendues à l’industrie hôtelière, aux lignes de chemin de fer et aux compagnies maritimes. Mais pour l'impératrice Élisabeth, on fabrique également des couverts décorés d'un dauphin et utilisés à l'Achilleion.
En 1892, lui et sa femme perdent la nationalité allemande et adoptent la nationalité autrichienne. Donc, Krupp peut devenir alors député du Reichsrat autrichien. De 1905 à 1916, il est également président de l'Industriellen Club, précurseur de l'Industriellenvereinigung. Au cours de cette période, il contribue à l'expansion du port de Trieste pour renforcer le commerce extérieur autrichien. Grâce à ses relations commerciales dans le monde entier, il voyage beaucoup dans tous les continents.
Il a une entente avec l'empereur François-Joseph. En 1898, il lui accorde le titre de fournisseur de la Cour impériale et royale puis en 1898 le grade de commandeur de l'ordre de François-Joseph et en 1905 le grade de 2e classe de l'ordre d'Élisabeth. Outre ses séjours à Berndorf, il a également passé beaucoup de temps dans la vallée de la Walster, près de Mariazell, où, avec sa femme Margret, il s'adonne à la chasse.
Krupp est mécène d'expéditions à l'étranger. L'une de ses qualités est la tolérance d'autres cultures, mais aussi d'autres fois ; il est nommé par le pape Pie X commandant de l'ordre de Saint-Grégoire-le-Grand. En revanche, il ne soutient pas des artistes modernes et se fait faire des portraits par des artistes classiques comme Josefine Swoboda.
Un an et demi seulement avant l'abdication de l’empereur Charles, Krupp est nommé conseiller privé.
Après l'effondrement de la monarchie, l'entreprise doit faire face à des difficultés économiques et à la colère des syndicats. Krupp se retire alors lentement de son empire à Vienne dans la vallée de la Walster. Ce n'est qu'en 1936 qu'il retourne à Berndorf, où il meurt en 1938.

## Distinctions
- Commandeur de l'ordre de Saint-Grégoire-le-Grand

## Œuvre
La vie et le travail d'Arthur Krupp sont étroitement liés au village d'origine de Berndorf sous la devise « Travail, éducation et paix ».
Sous son père, Berndorf passe de 350 à 2 000 habitants. Berndorf dépasse la ville marchande voisine de Pottenstein et en 1910, plus de 12 700 habitants.
Outre l'usine de Berndorf, il s'occupe aussi des infrastructures de la ville en développement. De nombreux bâtiments sont construits en son nom et à ses frais par l'architecte Ludwig Baumann. Dans le style d'une cité-jardin, de nombreuses maisons d'ouvriers sont construites, qui pourront également être acquises avec des prêts bon marché. En outre, une piscine extérieure, qui sert de patinoire naturelle en hiver, est bâtie ; elle n'existe plus.
En plus d'une villa, qui brûle lors de la Seconde Guerre mondiale, il construit le premier théâtre ouvrier de la monarchie austro-hongroise.
Pour la majorité de la population catholique, le protestant fait construire une église consacrée à Marguerite d'Antioche, la sainte du nom de son épouse.
Il porte une attention particulière à l'éducation. Les travailleurs n'ayant pas eu l'occasion de connaître les cultures étrangères, il souhaite rapprocher les différentes cultures pour les enfants dans l'école qu'il conçoit. La vie des élèves est dotée d'un chauffage central et de douches de manière progressive.
Par ses efforts pour rendre aussi autonome que possible la petite commune, il crée un abattoir et une coopérative.
Au total, Krupp a investi 100 millions d'euros dans des actifs privés, ainsi que le même montant provenant des actifs de l'entreprise.